# Шофтланд
Шофтланд (нім. Schöftland) — громада  в Швейцарії в кантоні Ааргау, округ Кульм.

## Географія
Громада розташована на відстані близько 65 км на північний схід від Берна, 10 км на південь від Аарау.
Шофтланд має площу 6,3 км², з яких на 24% дозволяється будівництво (житлове та будівництво доріг), 35,6% використовуються в сільськогосподарських цілях, 40,1% зайнято лісами, 0,3% не є продуктивними (річки, льодовики або гори).

## Демографія
2019 року в громаді мешкало 4427 осіб (+19% порівняно з 2010 роком), іноземців було 16,6%. Густота населення становила 705 осіб/км².
За віковим діапазоном населення розподілялося таким чином: 17,8% — особи молодші 20 років, 60,4% — особи у віці 20—64 років, 21,8% — особи у віці 65 років та старші. Було 2036 помешкань (у середньому 2,1 особи в помешканні).
Із загальної кількості 1781 працюючого 20 було зайнятих в первинному секторі, 383 — в обробній промисловості, 1378 — в галузі послуг.